# استشوند
شهر اِسْتِشوند (به سوئدی: Östersund) در ناحیه شهری اوسترشوند در کشور سوئد واقع شده‌است. جمعیت این شهر ۱۶۳۱٫۹۴ نفر است.

## نگارخانه

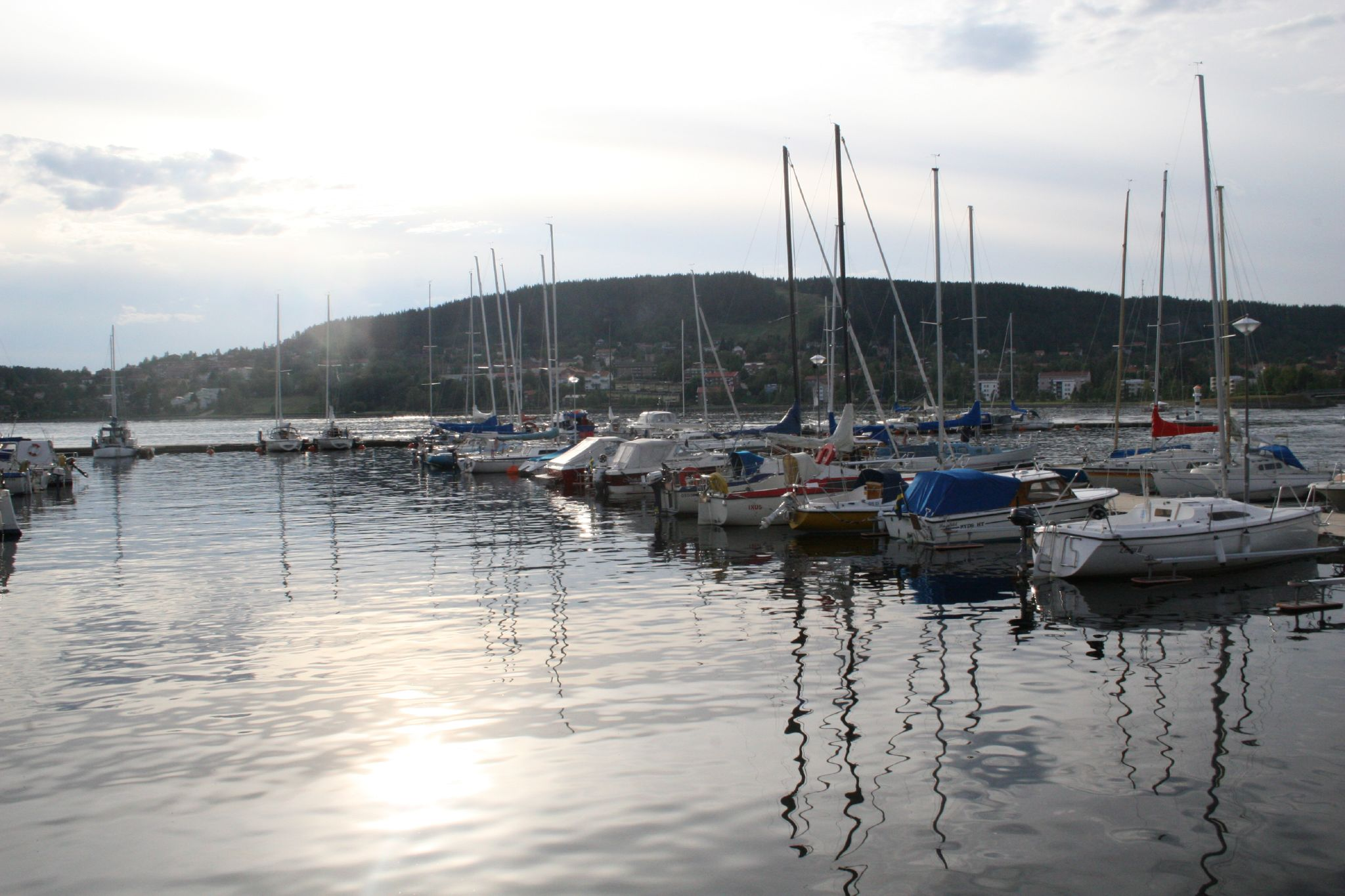
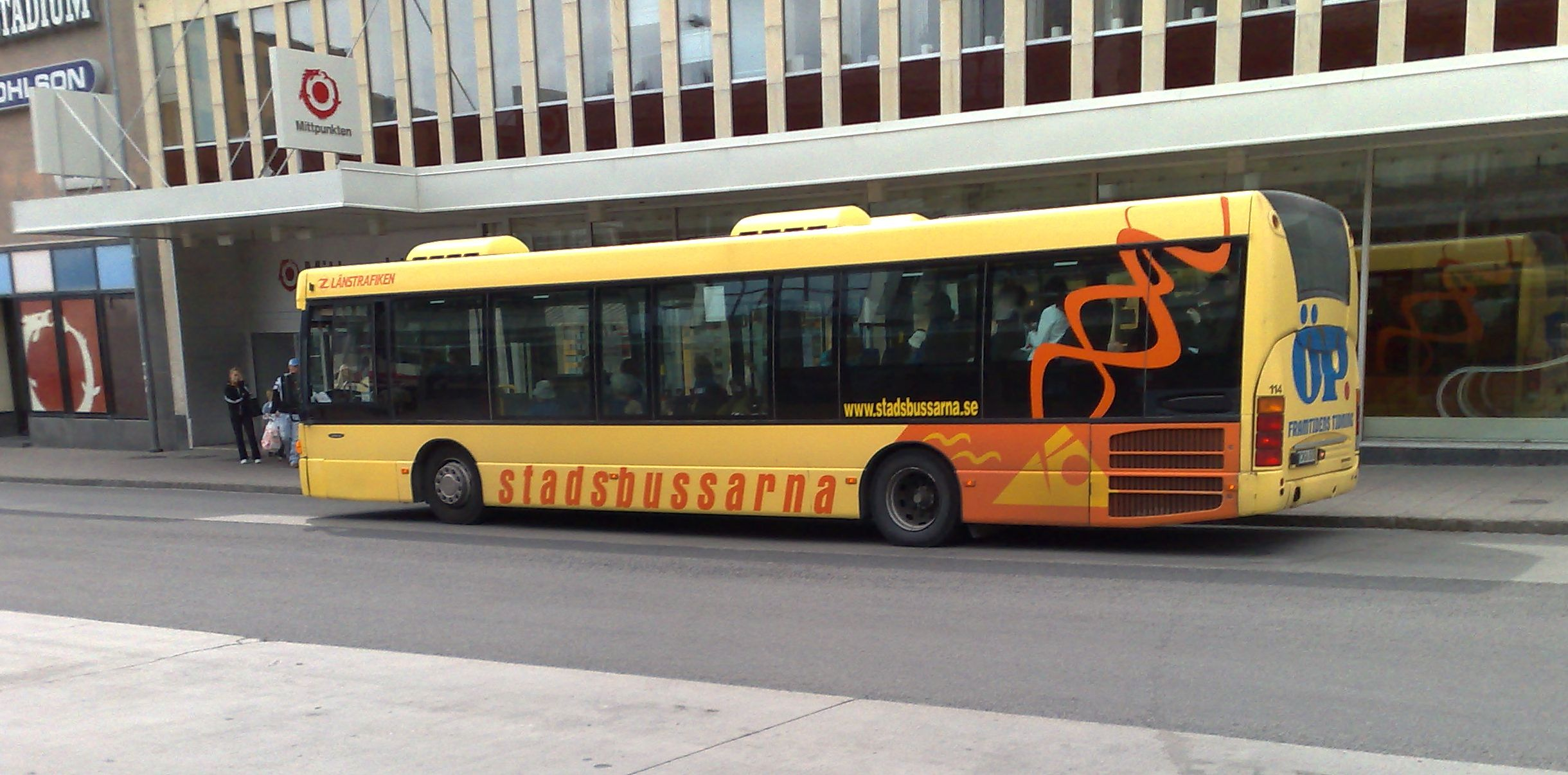
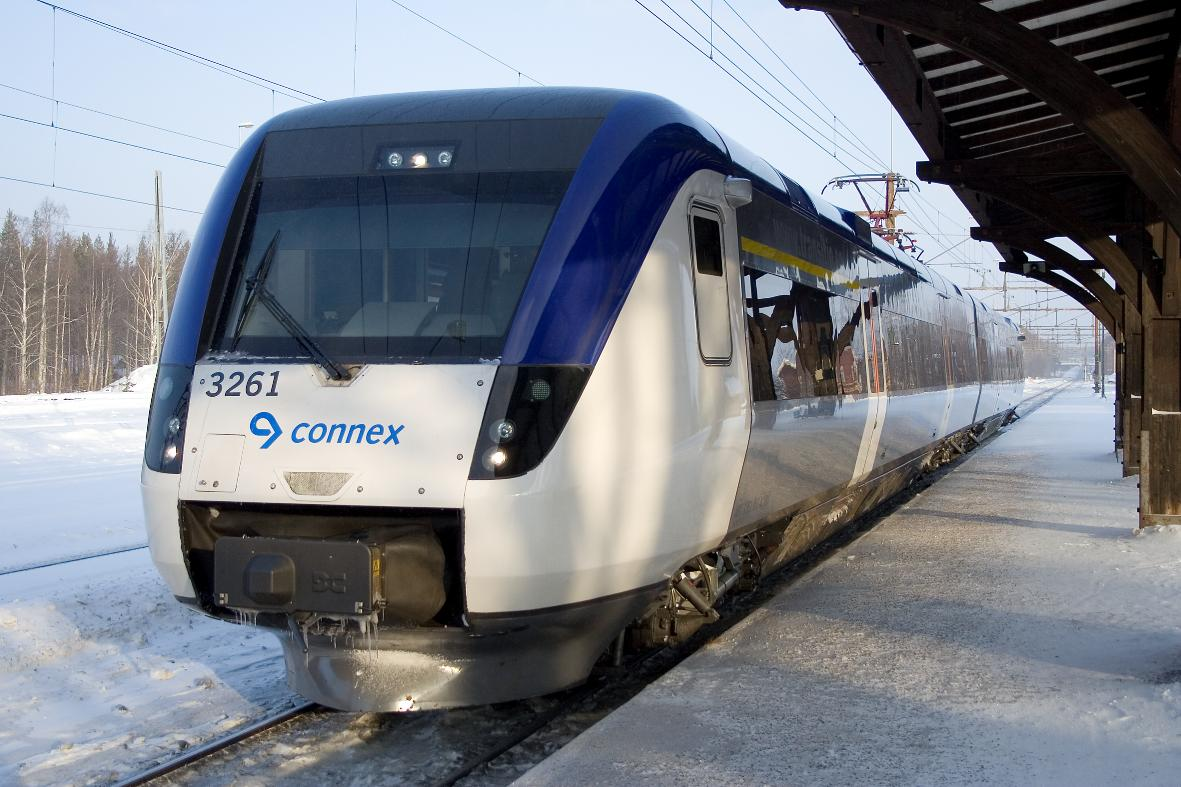
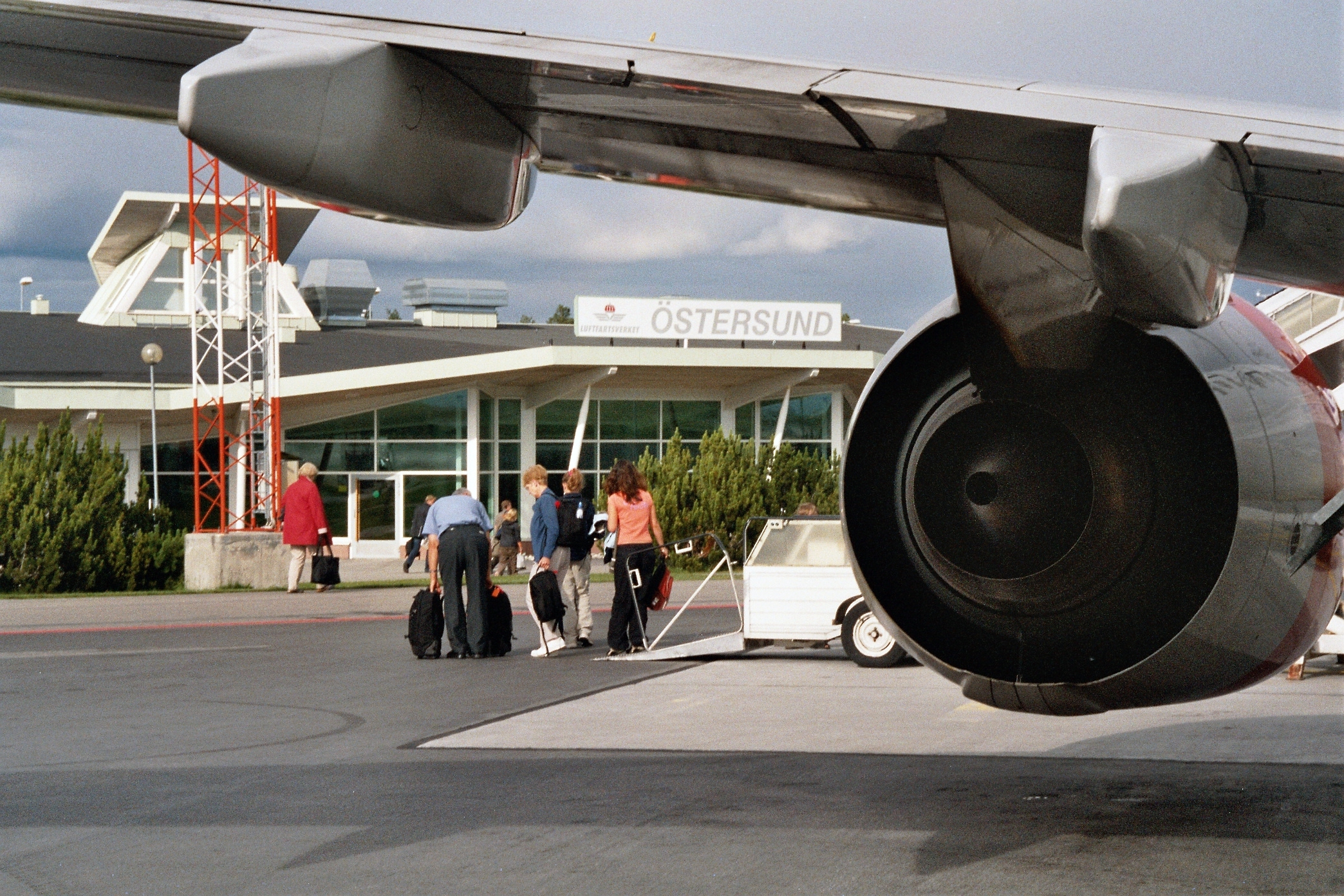